# Emad Meteab
Emad Mohamed Abd El Naby Ibrahim Meteab, scritto anche Meteb (in arabo عماد محمد عبد النبي إبراهيم متعب‎?; Sharkia, 20 febbraio 1983), è un ex calciatore egiziano, di ruolo attaccante.
Nel corso della sua carriera - esclusa una breve parentesi in Arabia Saudita - ha rivestito principalmente la maglia dell'Al-Ahly, squadra di cui è ritenuto un'icona e con cui ha vinto 29 titoli, tra cui nove campionati egiziani (2004-2005, 2005-2006, 2006-2007, 2007-2008, 2009-2010, 2010-2011, 2013-2014, 2015-2016, 2016-2017) e cinque Coppe dei Campioni d'Africa (2005, 2006, 2008, 2012, 2013).
Con la selezione dei Faraoni - con cui vanta 70 presenze e 28 reti - si è laureato Campione d'Africa per tre edizioni consecutive: nel 2006, nel 2008 e nel 2010.

## Caratteristiche tecniche
Trova la sua collocazione ideale nel ruolo di prima punta. Pur non eccellendo per doti fisiche e tecniche, si distingue per freddezza ed uno spiccato senso della posizione, che gli consente di finalizzare in rete - con una certa continuità - le azioni create dai compagni di squadra.

## Carriera

### Club
Viene aggregato - dopo aver svolto tutta la trafila giovanile - alla prima squadra dell'Al-Ahly nel 2004. Il 4 marzo 2005 esordisce nella CAF Champions League (massima competizione continentale africana, nota anche come Coppa dei Campioni d'Africa), in occasione della partita - valida per il primo turno della competizione - disputata contro il Villa SC. A fine stagione contribuirà con 15 reti - laureandosi capocannoniere del campionato egiziano - alla vittoria del titolo.
Il 12 novembre 2005 i Red Devils si impongono per 3-0 contro l'Étoile du Sahel, partita che decreta il successo degli egiziani nella manifestazione continentale. A questo successo segue - il 24 febbraio 2006 - quello della Supercoppa d'Africa, ottenuto contro il FAR Rabat ai calci di rigore.
Nel 2008 passa in prestito per una stagione all'Al-Ittihad, in Arabia Saudita. A fine stagione la squadra si aggiudica il titolo. Nonostante avesse trovato un accordo per tre stagioni con lo Standard Liegi, dopo alcuni allenamenti lascia la squadra per tornare in Egitto.
Il 5 settembre 2010 - dopo aver pagato 500.000 euro alla società belga per non aver rispettato gli accordi contrattuali - torna ad indossare la divisa dell'Al Ahly, sottoscrivendo un contratto valido per tre stagioni e mezzo.
Il 6 luglio 2014 rinnova il proprio contratto per altre tre stagioni. Finito ai margini della rosa con l'arrivo in panchina di El-Badry, il 2 gennaio 2018 passa in prestito per sei mesi all'Al-Taawoun, in Arabia Saudita. Il 30 luglio 2018 annuncia il proprio ritiro.

### Nazionale
Esordisce con la selezione dei Faraoni il 29 novembre 2004 in Egitto-Bulgaria (1-1), segnando la rete del provvisorio vantaggio dei padroni di casa. In precedenza aveva preso parte al Mondiale Under-20 2003, disputato negli Emirati Arabi - segnando anche una rete nella fase a gironi contro l'Inghilterra.
Prende parte alla Coppa d'Africa 2006, disputata in Egitto. I Faraoni raggiungeranno - grazie anche al suo contributo (autore di tre reti, inclusa una doppietta contro la Costa d'Avorio nella fase a gironi) - la finale vinta contro la Costa d'Avorio ai calci di rigore.
Viene convocato per la Coppa d'Africa 2008, disputata in Ghana. Il 10 febbraio 2008 i Faraoni si laureano - grazie al successo per 1-0 contro il Camerun - campioni per la seconda volta consecutiva.
Nel 2010 viene inserito tra i convocati che prenderanno parte alla Coppa d'Africa 2010. Utilizzato in coppia con Zidan, metterà a segno due reti nella manifestazione (entrambe nella fase a gironi) vinta in finale contro il Ghana. La vittoria decreta il settimo successo dei Faraoni nella competizione, il terzo consecutivo.
Nel 2012 prende parte alle Olimpiadi di Londra con la selezione olimpica.

## Statistiche

### Presenze e reti nei club
Statistiche aggiornate al 10 marzo 2018.
| Stagione        | Squadra         | Campionato      | Campionato | Campionato | Coppe nazionali | Coppe nazionali | Coppe nazionali | Coppe continentali | Coppe continentali | Coppe continentali | Altre coppe | Altre coppe | Altre coppe | Totale | Totale |
| Stagione        | Squadra         | Comp            | Pres       | Reti       | Comp            | Pres            | Reti            | Comp               | Pres               | Reti               | Comp        | Pres        | Reti        | Pres   | Reti   |
| --------------- | --------------- | --------------- | ---------- | ---------- | --------------- | --------------- | --------------- | ------------------ | ------------------ | ------------------ | ----------- | ----------- | ----------- | ------ | ------ |
| 2003-2004       | Al-Ahly         | PL              | 3          | 0          | CE              | 0               | 0               | CCL                | 0                  | 0                  | SE          | 0           | 0           | 3      | 0      |
| 2004-2005       | Al-Ahly         | PL              | 24         | 15         | CE              | 2               | 2               | CCL                | 13                 | 6                  | -           | -           | -           | 39     | 23     |
| 2005-2006       | Al-Ahly         | PL              | 21         | 5          | CE              | 4               | 4               | CCL                | 10                 | 5                  | SE+SA+Cmc   | 1+1+2       | 0+0+1       | 39     | 15     |
| 2006-2007       | Al-Ahly         | PL              | 23         | 16         | CE              | 4               | 1               | CCL                | 11                 | 0                  | SE+SA+Cmc   | 1+1+3       | 0           | 43     | 17     |
| 2007-2008       | Al-Ahly         | PL              | 23         | 5          | CE              | 0               | 0               | CCL                | 4                  | 2                  | SE          | 1           | 0           | 28     | 7      |
| ago. 2008       | Al-Ahly         | PL              | 2          | 0          | CE              | 0               | 0               | CCL                | 0                  | 0                  | SE+SA+Cmc   | 0           | 0           | 2      | 0      |
| ago. 2008-2009  | Al-Ittihad      | SPL             | 25         | 13         | CPC             | 1               | 0               | ACL                | 3                  | 1                  | KCC         | 0           | 0           | 29     | 14     |
| 2009-2010       | Al-Ahly         | PL              | 14         | 9          | CE              | 0               | 0               | CCL+CCL            | 0+3                | 1                  | SE          | 0           | 0           | 17     | 10     |
| 2010-2011       | Al-Ahly         | PL              | 6          | 1          | CE              | 0               | 0               | CCL                | 6                  | 3                  | SE          | 0           | 0           | 12     | 4      |
| 2011-2012       | Al-Ahly         | PL              | 8          | 5          | -               | -               | -               | CCL                | 8                  | 1                  | -           | -           | -           | 16     | 6      |
| 2012-2013       | Al-Ahly         | PL              | 11         | 2          | CE              | 0               | 0               | CCL                | 5                  | 4                  | SE+SA+Cmc   | 0+1+2       | 0           | 19     | 6      |
| 2013-2014       | Al-Ahly         | PL              | 1+1        | 0          | CE              | 2               | 2               | CCL+CC             | 0+7                | 1                  | SA+Cmc      | 0+2         | 1           | 13     | 4      |
| 2014-2015       | Al-Ahly         | PL              | 32         | 12         | CE              | 4               | 4               | CCL+CC             | 3+8                | 1+2                | SE+SA       | 0+1         | 1           | 48     | 20     |
| 2015-2016       | Al-Ahly         | PL              | 14         | 4          | CE              | 4               | 1               | CCL                | 5                  | 1                  | SE          | 0           | 0           | 23     | 6      |
| 2016-2017       | Al-Ahly         | PL              | 6          | 1          | CE              | 3               | 4               | CCL                | 6                  | 0                  | SE          | 0           | 0           | 15     | 5      |
| 2017-gen. 2018  | Al-Ahly         | PL              | 1          | 0          | CE              | 1               | 1               | ACC+CCL            | 1+0                | 0                  | SE          | 0           | 0           | 3      | 1      |
| Totale Al-Ahly  | Totale Al-Ahly  | Totale Al-Ahly  | 189+1      | 75         |                 | 24              | 19              |                    | 90                 | 27                 |             | 16          | 3           | 320    | 124    |
| gen.-giu. 2018  | Al-Taawoun      | SPL             | 9          | 0          | KCC             | 0               | 0               | -                  | -                  | -                  | -           | -           | -           | 9      | 0      |
| Totale carriera | Totale carriera | Totale carriera | 224        | 88         |                 | 25              | 19              |                    | 93                 | 28                 |             | 16          | 3           | 358    | 138    |

### Cronologia presenze e reti in nazionale
| Cronologia completa delle presenze e delle reti in nazionale ― Egitto | Cronologia completa delle presenze e delle reti in nazionale ― Egitto | Cronologia completa delle presenze e delle reti in nazionale ― Egitto | Cronologia completa delle presenze e delle reti in nazionale ― Egitto | Cronologia completa delle presenze e delle reti in nazionale ― Egitto | Cronologia completa delle presenze e delle reti in nazionale ― Egitto | Cronologia completa delle presenze e delle reti in nazionale ― Egitto | Cronologia completa delle presenze e delle reti in nazionale ― Egitto |
| Data                                                                  | Città                                                                 | In casa                                                               | Risultato                                                             | Ospiti                                                                | Competizione                                                          | Reti                                                                  | Note                                                                  |
| --------------------------------------------------------------------- | --------------------------------------------------------------------- | --------------------------------------------------------------------- | --------------------------------------------------------------------- | --------------------------------------------------------------------- | --------------------------------------------------------------------- | --------------------------------------------------------------------- | --------------------------------------------------------------------- |
| 28-11-2004                                                            | Il Cairo                                                              | Egitto                                                                | 1 – 1                                                                 | Bulgaria                                                              | Amichevole                                                            | 1                                                                     |                                                                       |
| 8-1-2005                                                              | Il Cairo                                                              | Egitto                                                                | 3 – 0                                                                 | Uganda                                                                | Amichevole                                                            | -                                                                     | 75’                                                                   |
| 4-2-2005                                                              | Seul                                                                  | Corea del Sud                                                         | 0 – 1                                                                 | Egitto                                                                | Amichevole                                                            | 1                                                                     |                                                                       |
| 9-2-2005                                                              | Il Cairo                                                              | Egitto                                                                | 4 – 0                                                                 | Belgio                                                                | Amichevole                                                            | 2                                                                     | 67’                                                                   |
| 14-3-2005                                                             | Dammam                                                                | Arabia Saudita                                                        | 0 – 1                                                                 | Egitto                                                                | Amichevole                                                            | 1                                                                     |                                                                       |
| 27-3-2005                                                             | Il Cairo                                                              | Egitto                                                                | 4 – 1                                                                 | Libia                                                                 | Qual. Mondiali 2006                                                   | 2                                                                     |                                                                       |
| 29-7-2005                                                             | Ginevra                                                               | Egitto                                                                | 5 – 0                                                                 | Qatar                                                                 | Amichevole                                                            | -                                                                     |                                                                       |
| 31-7-2005                                                             | Ginevra                                                               | Egitto                                                                | 0 – 0 dts (5 – 4 dtr)                                                 | Emirati Arabi Uniti                                                   | Amichevole                                                            | -                                                                     |                                                                       |
| 17-8-2005                                                             | Ponta Delgada                                                         | Portogallo                                                            | 2 – 0                                                                 | Egitto                                                                | Amichevole                                                            | -                                                                     |                                                                       |
| 4-9-2005                                                              | Il Cairo                                                              | Egitto                                                                | 4 – 1                                                                 | Benin                                                                 | Qual. Mondiali 2006                                                   | -                                                                     | 25’                                                                   |
| 8-10-2005                                                             | Yaoundé                                                               | Camerun                                                               | 1 – 1                                                                 | Egitto                                                                | Qual. Mondiali 2006                                                   | -                                                                     | 83’                                                                   |
| 27-12-2005                                                            | Il Cairo                                                              | Egitto                                                                | 2 – 0                                                                 | Uganda                                                                | Amichevole                                                            | -                                                                     | 76’                                                                   |
| 5-1-2006                                                              | Alessandria d'Egitto                                                  | Egitto                                                                | 2 – 0                                                                 | Zimbabwe                                                              | Amichevole                                                            | -                                                                     |                                                                       |
| 14-1-2006                                                             | Il Cairo                                                              | Egitto                                                                | 1 – 2                                                                 | Sudafrica                                                             | Amichevole                                                            | -                                                                     | 58’                                                                   |
| 20-1-2006                                                             | Il Cairo                                                              | Egitto                                                                | 3 – 0                                                                 | Libia                                                                 | Coppa d'Africa 2006 - 1º turno                                        | -                                                                     | 80’                                                                   |
| 24-1-2006                                                             | Il Cairo                                                              | Egitto                                                                | 0 – 0                                                                 | Marocco                                                               | Coppa d'Africa 2006 - 1º turno                                        | -                                                                     | 79’                                                                   |
| 28-1-2006                                                             | Il Cairo                                                              | Egitto                                                                | 3 – 1                                                                 | Costa d'Avorio                                                        | Coppa d'Africa 2006 - 1º turno                                        | 2                                                                     |                                                                       |
| 3-2-2006                                                              | Il Cairo                                                              | Egitto                                                                | 4 – 1                                                                 | RD del Congo                                                          | Coppa d'Africa 2006 - Quarti di finale                                | 1                                                                     |                                                                       |
| 7-2-2006                                                              | Il Cairo                                                              | Egitto                                                                | 2 – 1                                                                 | Senegal                                                               | Coppa d'Africa 2006 - Semifinale                                      | -                                                                     |                                                                       |
| 10-2-2006                                                             | Il Cairo                                                              | Egitto                                                                | 0 – 0 dts (4 – 2 dtr)                                                 | Costa d'Avorio                                                        | Coppa d'Africa 2006 - Finale                                          | -                                                                     | 82’                                                                   |
| 3-6-2006                                                              | Elche                                                                 | Spagna                                                                | 2 – 0                                                                 | Egitto                                                                | Amichevole                                                            | -                                                                     | 84’                                                                   |
| 7-10-2006                                                             | Gaborone                                                              | Botswana                                                              | 0 – 0                                                                 | Egitto                                                                | Qual. Coppa d'Africa 2008                                             | -                                                                     | 46’                                                                   |
| 15-11-2006                                                            | Brentford                                                             | Egitto                                                                | 1 – 0                                                                 | Sudafrica                                                             | Amichevole                                                            | 1                                                                     | 85’                                                                   |
| 7-2-2007                                                              | Il Cairo                                                              | Egitto                                                                | 2 – 0                                                                 | Svezia                                                                | Amichevole                                                            | -                                                                     |                                                                       |
| 25-3-2007                                                             | Il Cairo                                                              | Egitto                                                                | 3 – 0                                                                 | Mauritania                                                            | Qual. Coppa d'Africa 2008                                             | -                                                                     |                                                                       |
| 12-6-2007                                                             | Al Kuwait                                                             | Kuwait                                                                | 1 – 1                                                                 | Egitto                                                                | Amichevole                                                            | -                                                                     |                                                                       |
| 22-8-2007                                                             | Parigi                                                                | Costa d'Avorio                                                        | 0 – 0                                                                 | Egitto                                                                | Amichevole                                                            | -                                                                     | 73’                                                                   |
| 9-9-2007                                                              | Bujumbura                                                             | Burundi                                                               | 0 – 0                                                                 | Egitto                                                                | Qual. Coppa d'Africa 2008                                             | -                                                                     | 70’                                                                   |
| 13-10-2007                                                            | Il Cairo                                                              | Egitto                                                                | 1 – 0                                                                 | Botswana                                                              | Qual. Coppa d'Africa 2008                                             | -                                                                     | 55’                                                                   |
| 21-11-2007                                                            | Porto Said                                                            | Egitto                                                                | 0 – 0                                                                 | Libia                                                                 | Amichevole                                                            | -                                                                     |                                                                       |
| 25-11-2007                                                            | Il Cairo                                                              | Egitto                                                                | 2 – 1                                                                 | Arabia Saudita                                                        | Amichevole                                                            | 1                                                                     |                                                                       |
| 5-1-2008                                                              | Il Cairo                                                              | Egitto                                                                | 3 – 0                                                                 | Namibia                                                               | Amichevole                                                            | -                                                                     |                                                                       |
| 10-1-2008                                                             | Abu Dhabi                                                             | Egitto                                                                | 1 – 0                                                                 | Mali                                                                  | Amichevole                                                            | -                                                                     |                                                                       |
| 13-1-2008                                                             | Alverca do Ribatejo                                                   | Angola                                                                | 3 – 3                                                                 | Egitto                                                                | Amichevole                                                            | 3                                                                     |                                                                       |
| 22-1-2008                                                             | Kumasi                                                                | Egitto                                                                | 4 – 2                                                                 | Camerun                                                               | Coppa d'Africa 2008 - 1º turno                                        | -                                                                     |                                                                       |
| 26-1-2008                                                             | Kumasi                                                                | Egitto                                                                | 3 – 0                                                                 | Sudan                                                                 | Coppa d'Africa 2008 - 1º turno                                        | -                                                                     |                                                                       |
| 30-1-2008                                                             | Tamale                                                                | Egitto                                                                | 1 – 1                                                                 | Zambia                                                                | Coppa d'Africa 2008 - 1º turno                                        | -                                                                     | 77’                                                                   |
| 4-2-2008                                                              | Kumasi                                                                | Egitto                                                                | 2 – 1                                                                 | Angola                                                                | Coppa d'Africa 2008 - Quarti di finale                                | -                                                                     |                                                                       |
| 7-2-2008                                                              | Sekondi-Takoradi                                                      | Costa d'Avorio                                                        | 1 – 4                                                                 | Egitto                                                                | Coppa d'Africa 2008 - Semifinale                                      | -                                                                     | 69’                                                                   |
| 10-2-2008                                                             | Accra                                                                 | Camerun                                                               | 0 – 1                                                                 | Egitto                                                                | Coppa d'Africa 2008 - Finale                                          | -                                                                     | 60’                                                                   |
| 26-3-2008                                                             | Il Cairo                                                              | Egitto                                                                | 0 – 2                                                                 | Argentina                                                             | Amichevole                                                            | -                                                                     |                                                                       |
| 1-6-2008                                                              | Il Cairo                                                              | Egitto                                                                | 2 – 1                                                                 | RD del Congo                                                          | Qual. Mondiali 2010                                                   | -                                                                     |                                                                       |
| 22-6-2008                                                             | Il Cairo                                                              | Egitto                                                                | 2 – 0                                                                 | Malawi                                                                | Qual. Mondiali 2010                                                   | 2                                                                     |                                                                       |
| 20-8-2008                                                             | Khartum                                                               | Sudan                                                                 | 4 – 0                                                                 | Egitto                                                                | Amichevole                                                            | -                                                                     | 55’                                                                   |
| 7-9-2008                                                              | Kinshasa                                                              | RD del Congo                                                          | 0 – 1                                                                 | Egitto                                                                | Qual. Mondiali 2010                                                   | -                                                                     | 60’                                                                   |
| 12-10-2008                                                            | Il Cairo                                                              | Egitto                                                                | 4 – 0                                                                 | Gibuti                                                                | Qual. Mondiali 2010                                                   | 1                                                                     |                                                                       |
| 19-11-2008                                                            | Il Cairo                                                              | Egitto                                                                | 5 – 1                                                                 | Benin                                                                 | Amichevole                                                            | 2                                                                     | 85’                                                                   |
| 11-2-2009                                                             | Il Cairo                                                              | Egitto                                                                | 2 – 2                                                                 | Ghana                                                                 | Amichevole                                                            | 1                                                                     | 59’                                                                   |
| 29-3-2009                                                             | Il Cairo                                                              | Egitto                                                                | 1 – 1                                                                 | Zambia                                                                | Qual. Mondiali 2010                                                   | -                                                                     | 68’                                                                   |
| 5-11-2009                                                             | Assuan                                                                | Egitto                                                                | 5 – 1                                                                 | Tanzania                                                              | Amichevole                                                            | 2                                                                     |                                                                       |
| 14-11-2009                                                            | Il Cairo                                                              | Egitto                                                                | 2 – 0                                                                 | Algeria                                                               | Qual. Mondiali 2010                                                   | 1                                                                     | 66’                                                                   |
| 18-11-2009                                                            | Omdurman                                                              | Algeria                                                               | 1 – 0                                                                 | Egitto                                                                | Qual. Mondiali 2010                                                   | -                                                                     |                                                                       |
| 29-12-2009                                                            | Il Cairo                                                              | Egitto                                                                | 1 – 1                                                                 | Malawi                                                                | Amichevole                                                            | -                                                                     | 60’                                                                   |
| 4-1-2010                                                              | Dubai                                                                 | Egitto                                                                | 1 – 0                                                                 | Mali                                                                  | Amichevole                                                            | -                                                                     | 77’                                                                   |
| 12-1-2010                                                             | Benguela                                                              | Egitto                                                                | 3 – 1                                                                 | Nigeria                                                               | Coppa d'Africa 2010 - 1º turno                                        | 1                                                                     |                                                                       |
| 16-1-2010                                                             | Benguela                                                              | Egitto                                                                | 2 – 0                                                                 | Mozambico                                                             | Coppa d'Africa 2010 - 1º turno                                        | -                                                                     |                                                                       |
| 20-1-2010                                                             | Benguela                                                              | Egitto                                                                | 2 – 0                                                                 | Benin                                                                 | Coppa d'Africa 2010 - 1º turno                                        | 1                                                                     |                                                                       |
| 25-1-2010                                                             | Benguela                                                              | Egitto                                                                | 3 – 1 dts                                                             | Camerun                                                               | Coppa d'Africa 2010 - Quarti di finale                                | -                                                                     |                                                                       |
| 28-1-2010                                                             | Benguela                                                              | Algeria                                                               | 0 – 4                                                                 | Egitto                                                                | Coppa d'Africa 2010 - Semifinale                                      | -                                                                     | 53’                                                                   |
| 31-1-2010                                                             | Luanda                                                                | Ghana                                                                 | 0 – 1                                                                 | Egitto                                                                | Coppa d'Africa 2010 - Finale                                          | -                                                                     | 70’                                                                   |
| 3-3-2010                                                              | Londra                                                                | Inghilterra                                                           | 3 – 1                                                                 | Egitto                                                                | Amichevole                                                            | -                                                                     | 64’                                                                   |
| 14-11-2011                                                            | Doha                                                                  | Brasile                                                               | 2 – 0                                                                 | Egitto                                                                | Amichevole                                                            | -                                                                     | 64’                                                                   |
| 12-4-2012                                                             | Dubai                                                                 | Egitto                                                                | 3 – 2                                                                 | Nigeria                                                               | Amichevole                                                            | -                                                                     | 74’                                                                   |
| 14-4-2012                                                             | Dubai                                                                 | Egitto                                                                | 3 – 0                                                                 | Mauritania                                                            | Amichevole                                                            | 1                                                                     | 61’                                                                   |
| 17-4-2012                                                             | Dubai                                                                 | Iraq                                                                  | 0 – 0                                                                 | Egitto                                                                | Amichevole                                                            | -                                                                     | 60’                                                                   |
| 22-5-2012                                                             | Omdurman                                                              | Egitto                                                                | 3 – 0                                                                 | Togo                                                                  | Amichevole                                                            | -                                                                     |                                                                       |
| 30-6-2012                                                             | Bangui                                                                | Rep. Centrafricana                                                    | 1 – 1                                                                 | Egitto                                                                | Qual. Coppa d'Africa 2013                                             | 1                                                                     |                                                                       |
| 15-11-2014                                                            | Il Cairo                                                              | Egitto                                                                | 0 – 1                                                                 | Senegal                                                               | Qual. Coppa d'Africa 2015                                             | -                                                                     |                                                                       |
| 19-11-2014                                                            | Monastir                                                              | Tunisia                                                               | 2 – 1                                                                 | Egitto                                                                | Qual. Coppa d'Africa 2015                                             | -                                                                     | 78’                                                                   |
| 26-3-2015                                                             | Il Cairo                                                              | Egitto                                                                | 2 – 0                                                                 | Guinea Equatoriale                                                    | Amichevole                                                            | -                                                                     | Cap. 66’                                                              |
| Totale                                                                |                                                                       | Presenze                                                              | 70                                                                    |                                                                       | Reti (7º posto)                                                       | 28                                                                    |                                                                       |

## Palmarès

### Club

#### Competizioni nazionali
- Campionato egiziano: 9

Al-Ahly: 2004-2005, 2005-2006, 2006-2007, 2007-2008, 2009-2010, 2010-2011, 2013-2014, 2015-2016, 2016-2017
- Supercoppa d'Egitto: 7

Al-Ahly: 2005, 2006, 2007, 2008, 2012, 2014, 2015
- Coppa d'Egitto: 3

Al-Ahly: 2006, 2007, 2017
- Campionato saudita: 1

Al-Ittihad: 2008-2009

#### Competizioni internazionali
- CAF Champions League: 5

Al-Ahly: 2005, 2006, 2008, 2012, 2013
- Supercoppa CAF: 4

Al-Ahly: 2006, 2007, 2013, 2014
- Coppa della Confederazione CAF: 1

Al-Ahly: 2014

### Nazionale
- Coppa d'Africa Under-20: 1

2003
- Coppa d'Africa: 3

2006, 2008, 2010

### Individuale
- Capocannoniere della Coppa d'Africa Under-20

2003 (5 gol)
- Capocannoniere del campionato egiziano: 1

2004-2005 (15 gol)